# Nocz Wielesowa
Nocz Wielesowa (ros. Ночь Велесова) - drugi album koncertowy rosyjskiego zespołu pagan/folk metalowego Arkona, nagrany podczas koncertu w klubie Toczka w Moskwie 11 października 2007 roku.

## Lista utworów
1. Pokrowy Niebiesnogo Starca (Покровы Небесного Старца)
2. Goj, Kupała!!! (Гой, Купала!!!)
3. Ot Sierdca k Niebu (От Сердца к Небу)
4. Tuman Jarom (Туман Яром)
5. Oj, Pieczal-Toska (Ой, Печаль-Тоска)
6. Strieła (Стрела)
7. Gutsułka (Гутсулка)
8. Slaw´sia, Ruś! (Славься, Русь!)
9. Kupała i Kostroma (Купала и Кострома)
10. Swa (Сва)
11. Katitsia Koło (Катится Коло)
12. Riecz Wielesława (Речь Велеслава)
13. Kołomyjka (Коломыйка)
14. Skwoź Tuman wiekow (Сквозь Туман веков)
15. Po syroj ziemle (По сырой землe)
16. Wosstanije Roda (Восстание Рода)
17. Gniew Wriemion (Гнев Времен)
18. Ruś iznaczalnaja (Русь изначальная)
19. Sotkany wieka (Сотканы века)
20. Czornyje dierbi wojny (Черные дебри войны)
21. Mariena (Марена)
22. Zow priedkow (Зов предков)
23. Boi na mieczach (Бои на мечах)
24. Kolada (Коляда)
25. Czornyje worony (Черные вороны)
26. Po zwierinym tropam (По звериным тропам)
27. Maslenica (Масленица)
28. Wyjdu ja na woluszku (Выйду я на волюшку)
29. Ruś (Русь)
30. Oj, to nie wieczer, to nie wieczer... (Ой, то не вечер, то не вечер...)